# Beker van Armenië 2012/13
De beker van Armenië 2012/2013 was de twaalfde editie van dit voetbalbekertoernooi. Enkel de negen clubs van de Armeense Premier League namen deel. Het toernooi startte op 14 november 2012 en eindigde op 7 mei 2013. Pjoenik Jerevan won de finale tegen Sjirak Gjoemri met 1-0. De wedstrijd wordt bekeken door 2.500 toeschouwers. De wedstrijd werd gefloten door Andranik Arsenyan.

## Eerste ronde
- 1e wedstrijd

| 14 november 2012 |       |                 |
| FA Alasjkert     | 0 – 0 | Banants Jerevan |

- 2e wedstrijd

| 28 november 2012 |       |                 |
| FA Alasjkert*    | 0 – 0 | Banants Jerevan |

- FA Alasjkert won met penalty serie met 5-4

## Kwart finale
- 1e wedstrijd

| 1 maart 2013    |       |                 |
| Ulisses FC      | 0 – 0 | MIKA Asjtarak   |
| Sjirak Gjoemri  | 1 – 0 | Ararat Jerevan  |
| FA Alasjkert    | 0 – 0 | Gandzasar Kapan |
| Pjoenik Jerevan | 2 – 2 | Impuls          |

- 2e wedstrijd

| 12 maart 2013   |       |                 |
| Ulisses FC      | 0 – 2 | MIKA Asjtarak   |
| Sjirak Gjoemri  | 0 – 0 | Ararat Jerevan  |
| FA Alasjkert    | 0 – 1 | Gandzasar Kapan |
| Pjoenik Jerevan | 3 – 0 | Impuls          |

## Halve finale
- 1e wedstrijd

| 2 & 3 april 2013 |       |                 |
| Gandzasar Kapan  | 0 – 1 | Pjoenik Jerevan |
| MIKA Asjtarak    | 0 – 1 | Shirak Gyumri   |

- 2e wedstrijd

| 16 & 17 april 2013 |       |                 |
| Gandzasar Kapan    | 1 – 1 | Pjoenik Jerevan |
| MIKA Asjtarak      | 0 – 0 | Shirak Gyumri   |

## Finale
| 7 mei 2013      |       |                |
| Pjoenik Jerevan | 1 – 0 | Sjirak Gjoemri |

1992 · 
1993 · 
1994 · 
1995 · 
1996 · 
1997 · 
1998 · 
1999 · 
2000 · 
2001 · 
2002 · 
2003 · 
2004 · 
2005 · 
2006 · 
2007 · 
2008 · 
2009 · 
2010 · 
2011 · 
2011/12 · 
2012/13 · 
2013/14 · 
2014/15 ·
2015/16 ·
2016/17 ·
2017/18 ·
2018/19 ·
2019/20 ·
2020/21